# Приходское и воинское кладбище (Гоща)
Приходское и воинское кладбище (пол. Cmentarz parafialny i wojenny) — некрополь, который располагается в населённом пункте Гоща гмины Коцмыжув-Любожице Краковского повята Малопольского воеводства, Польша. Кладбище внесено в реестр охраняемых памятников Малопольского воеводства.
Кладбище было основано во второй половине XIX века около церкви святого Лаврентия.
18 сентября 1998 года было внесено в реестр охраняемых памятников Малопольского воеводства (№ А-395/M).